# أبراهام فيرنر
ابراهام فيرنر (بالألمانية: Abraham Gottlob Werner)‏ (و. 1749 – 1817 م) هو جيولوجي، وأستاذ جامعي، وعالم معادن، من ألمانيا، وكان عضوًا في الأكاديمية الملكية السويدية للعلوم، والأكاديمية البروسية للعلوم، والأكاديمية الفرنسية للعلوم، توفي في درسدن، عن عمر يناهز 68 عاماً.

## التعليم
تعلم في جامعة فرايبورغ.

## مناصب وهيئات
أدار جامعة فرايبيرغ التكنولوجية.